# NGC 2049
NGC 2049 este o galaxie spirală situată în constelația Porumbelul. A fost descoperită în 28 ianuarie 1835 de către John Herschel. Se află la o distanță de 64,27 de megaparseci de Pământ.